# Исайкино
Исайкино (чув. Иссел) — село в Абдулинском городском округе Оренбургской области России.

## География
Село находится в северо-западной части Оренбургской области, в лесостепной зоне, в пределах южной окраины Бугульминско-Белебеевской возвышенности, на берегах реки Малый Мочегай, на расстоянии примерно 32 километров (по прямой) к северо-западу от города Абдулино, административного центра района. Абсолютная высота — 207 метров над уровнем моря.
Климат
Климат характеризуется как континентальный с суровой зимой (морозы ниже −30 °C) и жарким летом. Средняя температура воздуха самого тёплого месяца (июля) — 19-22 °C. Среднегодовое количество атмосферных осадков составляет 420 мм. Около 60—70 % годового количества осадков выпадает в течение тёплого периода. Снежный покров держится в среднем около 150 дней в году.
Часовой пояс
Село Исайкино, как и вся Оренбургская область, находится в часовой зоне МСК+2. Смещение применяемого времени относительно UTC составляет +5:00.

## История
До 1 января 2016 года село входило в состав Покровского сельсовета.

## Название
Название происходит от формы личного мужского имени Исай.

## Население
| 2010 |
| ---- |
| 243  |

Гендерный состав
По данным Всероссийской переписи населения 2010 года в гендерной структуре населения мужчины составляли 50,2 %, женщины — соответственно 49,8 %.
Национальный состав
Согласно результатам переписи 2002 года, в национальной структуре населения чуваши составляли 80 % из 327 чел.

## Инфраструктура
Действуют дом народного творчества и библиотека.

## Улицы
Уличная сеть села состоит из семи улиц и одного переулка.